# 線量計3形
線量計3形（せんりょうけいさんがた）は、陸上自衛隊が装備している放射線測定器。主に化学科などに配備される。放射線量の測定に使用される。線量計3形本体のほかに、線量計3形用の計測器も同時に配備される。線量計3形本体は個人が装着し、計測器で後に測定する方式をとる。

## 諸元
- 重量：約15kg (線量計3型)、約20kg (計測器)
- 測定範囲：ガンマ線 10μGy~10Gy[1]

## 製作
- 松下電器産業